# Atkinsonia
Atkinsonia es un género de arbustos monotípico perteneciente a la familia Loranthaceae. Su única especie: Atkinsonia ligustrina Ferdinand von Mueller,  es originario de Australia. Fue descrito por F.Muell. y publicado en Fragmenta Phytographiae Australiae  5: 34 en el año 1865.

## Descripción
Son arbustos erectos que alcanzan los 1-2 m de altura, son parasitarios de las raíces de otras plantas. Tiene las hojas lanceoladasde 2-5 cm de largo, 6-14 mm de ancho y el ápice obtuso, atenuada la base; con un peciolo de 2 mm de largo . La inflorescencia, más corta que las hojas, se produce en forma de racimos  con 8-10 flores; los pedicelos son muy cortos. Las flores están dulcemente perfumadas y tienen seis pétalos  de color amarillo. El fruto es ovoide- oblongo de  15 mm de largo y de color escarlata.

## Sinonimia
- Loranthus atkinsonae Benth. ex Oliv.
- Nuytsia ligustrina A.Cunn. ex Lindl. basónimo
- Gaiadendron ligustrinum (A.Cunn. ex Lindl.) Engl.